# Gerard Philips
Gerard Philips (9. října 1858, Zaltbommel - 25. ledna 1942, Den Haag) byl nizozemský fyzik, podnikatel a průmyslník.
Gerard byl nejstarším synem průmyslníka a bankéře Frederika Philipse a Marie (Betsy) Heyligers. Studoval v Zaltbommelu a pokračoval v Arnhemu. V roce 1876 odešel na Polytechnische School do Delftu, kde promoval v roce 1883 jako strojní inženýr.
Gerard Philips založil 15. května 1891 v Eindhovenu společnost NV Philips' Gloeilampenfabrieken a v letech 1891 až 1922 působil jako její ředitel. Jeho bratr Anton Philips do společnosti vstoupil jako společník v roce 1895. Firma se zpočátku věnovala výrobě žárovek a drobných elektrospotřebičů.
Byl vzdáleným bratrancem Karla Marxe a strýcem Fritse Philipse.